# Puiseux (Ardennes)
Puiseux település Franciaországban, Ardennes megyében. Lakosainak száma 110 fő (2022. január 1.). Puiseux Faissault, Saulces-Monclin, Vaux-Montreuil és Villers-le-Tourneur községekkel határos.

## Népesség
A település népességének változása:
| Lakosok száma | 102  | 84   | 96   | 98   | 121  | 123  | 116  | 113  | 112  | 110  |
|               | 1968 | 1982 | 1990 | 2006 | 2013 | 2015 | 2017 | 2019 | 2020 | 2022 |